# Pariaguán
Pariaguán es una ciudad ubicada al sur del Estado Anzoátegui, Venezuela. Es la capital del municipio Francisco de Miranda. Se encuentra en una de las zonas con menos precipitación de Venezuela,debido a que forma parte de la meseta centro-oriental conocida como “La Mesa de Guanipa”. Esta ciudad se considera el corazón de la Faja Petrolífera del Orinoco, porque alberga la sede principal del Bloque Junín de la estatal petrolera PDVSA, y es un punto de interconexión hacia las áreas operacionales más importante de dicha empresa estatal, las cuales están situadas en el municipio José Gregorio Monagas.

## Etimología
Pariaguán recibió varios nombres: «Unare», «Cabeceras de Unare», «Cabeceras de Pariaguán» y «Santo Cristo de Pariaguán». Por tradición se ha sostenido que el nombre se le atribuyó al fundador de la población Pariagua, a cuya denominación se le agregó una «n» por serle más consonante a los españoles.
También existe otra versión que señala que proviene de la frase «Parí a Juan», refiriéndose al nacimiento de Paubia, quien al bautizarse tomó el nombre de «Juan del Rosario». Sin embargo está la versión del gran cacique Pariaguán sucesor del cacique Yavire. Una de las razones que nos hacen creer en esta posibilidad es que antes que el pueblo tomara esta denominación, ya que en 1754 el río Pariaguán se llamaba así, y cuando el padre Hinostroza vino a fundar el pueblo en 1744, se dirige al “sitio de Pariaguán”. Al parecer el vocablo “Pariaguán” significa en una lengua indígena «hombre de mar».

## Historia

### Pariaguán en la antigüedad
Pariaguán, perteneciente al estado Anzoátegui, formó parte del continente conocido como “Abya Yala”, actualmente América, con la llegada de los españoles en 1492, inició la lucha por la resistencia y conservación del territorio. Durante el período colonial formaba parte de la Nueva Andalucía (1568), que comprendía los actuales estados Nueva Esparta, Sucre, Monagas y Estado Anzoátegui. En el año 1731, el territorio del sur de Anzoátegui pasó a pertenecer a la Guayana, que en el momento era controlado por el Virreinato de la Nueva Granada.

### Durante el período de resistencia indígena
Muchos historiadores y cronistas durante años le han atribuido al nombre de «Pariaguán» a un líder indígena conocido como «Pariagua» que vivió durante los años 1700-1750. Guarda una relación semántica y se encuentra cronológicamente en el periodo denominado por los españoles como misiones de “pacificación de los caribes”.
Pero hay historiadores que sostienen que durante el periodo de resistencia indígena después de la llegada de los colonizadores españoles en 1492, los pueblos originarios defendieron su territorio ante un poder militar superior. Sin embargo, las luchas por el control del territorio se prolongó por más de 50 años. Entre los líderes indígenas caribes que defendieron el territorio oriental de la actual Venezuela, tenemos al gran cacique Pariagua que vivió entre los años 1490-1550 quien accedió al cacicado después de la muerte del cacique Yavire a quien se le atribuye la unificación de las tribus moradoras en la región del Caroní, llegando a comandar una gran fuerza que abarca los actuales estados Estado Anzoátegui, Sucre y Monagas, junto a los pueblos originarios del territorio, resistiendo a la colonización ordenada por la reina de España, Juana I de Castilla, el 7 de diciembre de 1511.
El cacique Pariagua unió fuerzas con el cacique Paramaiboa, al cual el segundo se encargó de las fuerzas de resistencia de la parte del oriente del país y la parte sur del oriente del país, al norte del Orinoco la comandó el cacique Pariagua. Dichos caciques obligaron la retirada del líder conquistador español Gonzalo de Ocampo hacia Cumaná. Posteriormente, después de colgar a los emisarios indígenas, vuelve al sitio denominado «La Zapoara» (hoy conocido como la población de El Chaparro), pero fue vencido por el cacique Pariaguan quien planeó y diseñó la estrategia la noche anterior. Sin embargo las fuerzas de resistencia perdieron a otro líder en batalla, como lo fue el cacique Paramaiboa, quien a pesar de luchar con fiereza, pereció en batalla. Las tropas españolas quedaron al mando del capitán Ántonio de Monsalve, quien dirigió a los españoles, y tras caer derrotado, se suicidó.
El cacique Pariagua unificó nuevamente las fuerzas de resistencia a la colonización y juró ganar la batalla y dedicarla a su compañero caído, el cacique Paramaiboa. Se preparó para destruir al adversario, pero su fuerza fue diezmada por el enemigo en el sitio llamado «Los Cardones» (Monagas), donde el lugarteniente español atacó por un lado y Ocampo por el otro, aniquilando las tropas del cacique Pariagua y, al verse derrotado, huyó con los sobrevivientes hacia las selvas de Guayana, y después de internarse allí no se conoció más de él.

### Fundación de Pariaguán
La villa del Santo Cristo Crucificado de Pariaguán nace por un “Acto de Fe Cristiana”. Según narra Antonio Cauli, en su Historia Corográfica Natural y Evangélica de la Nueva Andalucía, la fundación de Pariaguán es obra de los padres franciscanos de las misiones de Píritu, enviados por la corona española para denominarlo «proceso de pacificación». Recién fundada Chamariapa (hoy Cantaura), estando en ella su fundador Fernando de Jiménez, vio salir del monte dos indios: Paubia y Pariagua, alias Rereico, este último servía de acompañante por ser quien conocía la lengua castellana. Ambos con profunda fe cristiana le pidieron al misionero que les fundara un pueblo, ya que ellos y su gente querían ser cristianos, vivió al amparo de la Iglesia de Cristo.
Días más tarde emprendieron viaje Paubia y Pariagua, acompañados de Fernando de Jiménez, hacia el sur, más allá de la Mesa de Guanipa al norte del río Orinoco.
Un día del año 1741, avistaron una amplia meseta en las cabeceras del río Unare, bañada por las aguas del Guasey, San Luis y Maco era el sitio escogido para la fundación del hoy pueblo de Pariaguán. Escogido el sitio, Paubia y Pariagua se dieron a la tarea durante tres años, de buscar a los futuros pobladores. Hacia el sur en las cercanías de la laguna de Anache fueron en su búsqueda. De ella vinieron 30 indios que pasarían a ser los primeros pobladores del pueblo naciente.
El 17 de junio de 1744, llegaba Alonso Hinostroza, comisionado de la Misión de Píritu, para hacer realidad el deseo de Paubia y Pariagua. Inmediatamente los indios se dieron a la tarea de construir una vivienda para el padre misionero y una pequeña capilla. Cuatro días más tarde, en la esplendorosa mañana del 21 de junio de 1744, al arrullo de las aguas del Guasey, al frescor de la brisa guanipense, en aquellos inhóspitos parajes, se oía por primera vez el canto celestial de la Santa Misa. Allí bajo la presencia sagrada del Cristo crucificado ante la beatífica palabra de Alonso Hinostroza y ante la augusta gallardía de Pariagua, nacía un pueblo llamado «La Villa del Santo Cristo Crucificado de Pariaguán». A partir de esta fecha muchos sacrificios tuvieron que soportar, el misionero y sus fieles, para hacer de su pueblo una realidad tangible.

### Primeros pobladores de Pariaguán
Ya para el año de 1750, Pariaguán se había consolidado como pueblo con 230 pobladores. Para 1761 aparece Pariaguán con el nombre de «Cabecera de Unare», según relación de Dibujada, relatadas por monseñor Constantino Maradei en su libro Historia del Estado Anzoátegui. Para ese entonces el poblado contaba con 56 familias, 281 personas, 41 casas, 1 iglesia, 3 haciendas y 370 cabezas de ganado.

### Pariaguán en la Independencia de Venezuela
En 1811, el Generalísimo Don Francisco de Miranda, salió electo Diputado al Congreso, por la Villa de El Pao de la Provincia de Barcelona.
Todo este extenso territorio sirvió de escenario en las luchas de la emancipación. Desde aquí se mantuvieron vivas las banderas republicanas en los años difíciles de 1815 a 1820, por valientes patriotas como lo fueron los hermanos José Gregorio Monagas|José Gregorio y José Tadeo Monagas, Manuel Cedeño, Pedro Zaraza, Olivares, Rojas, Parejo y el guerrillero Barreto en las inmediaciones de El Tigre, entre otros patriotas que acompañaron al Libertador Simón Bolívar.
Entre los patriotas locales más destacados están Gral. Lucas Carvajal, héroe en Ayacucho, nativo de Múcura; el diputado al Congreso de Angostura por El Pao, don Diego Antonio Alcalá, el coronel José de Alcalá]; el mayor Manuel Figuera y don Juan Olayo Pérez ayudantes del Gral. José Tadeo Monagas, nativos del Pao, el capitán José María Oca de Múcura y el general José Blanco de Bocas del Pao. Era tal la importancia estratégica de esta zona, que esto informa el general Pablo Morillo al Gobierno español en 1820:

Los llanos de Barcelona, Apure, y Casanare, están en el poder de los rebeldes. La suerte de Venezuela y la Nueva Granada no puede ser dudada... Estos prodigios que así pueden llamarse por la rapidez que lo han conseguido fue obra de Bolívar y un puñado de hombres.
Pablo Morillo

### Pariaguán según la constitución de Cúcuta
En la constitución de Cúcuta, en 1821, se creó el cantón del Pao, formados por su cabecera la parroquia El Pao y las parroquias: Pariaguán, Atapirire, Múcura, Bocas del Pao, Tabaro, Caris, Merecural, Soledad, Carapa, y Mamo. Para 1873, había en Pariaguán 709 habitantes de los cuales 352 eran hombres y 357 mujeres pero esta densidad poblacional no duró mucho ya para 1881 se contabilizaron 970 habitantes.

### El distrito Miranda
A partir de 1893, son mudados a Pariaguán el Juzgado y el Registro Público, pasando a ser esta población la cabecera del distrito Miranda.

## Primeras Autoridades de Pariaguán
| Nro | Años de Mandato | Nombre y Apellido                 |
| --- | --------------- | --------------------------------- |
| 1   | 1990- 1993      | Inés Pérez de Narvaez (AD)        |
| 2   | 1993- 1996      | Luis Antonio Evans (AD)           |
| 3   | 1997- 1999      | Miguel Caballero (COPEI)          |
| 4   | 2000- 2004      | Lorenzo Emilio Rondón (MAS)       |
| 5   | 2004- 2007      | Lorenzo Emilio Rondón (MAS)       |
| 6   | 2008- 2013      | Tomas José Bello Hernández (PSUV) |
| 7   | 2013- 2018      | Tomas José Bello Hernández (PSUV) |
| 8   | 2018- 2021      | Ángel Rafael Vásquez (PSUV)       |

## Geografía

### Clima
En general, el clima es de bosque seco tropical, con excepción del área próxima a los ríos Unare y Pao donde es tropical húmedo. La temperatura media de 26,8 °C. El régimen estacional de precipitaciones varía y la precipitación media anual de 1.086 mm. La evapotranspiración anual es de 814,95 mm. La acción eólica es fuerte todo el año.

### Hidrografía
- Aguas superficiales: existen los nacientes de los ríos Unare y Pao, varias quebradas y morichales. Los afluentes más importantes del río Pao son los ríos Atapirire, San Pedro, Las Marías, Catuche, Pariaguán, Algarrobo, Hamaca, Agua Clara. El río Pao transcurre a lo largo de todo el municipio. Además es fuente para el suministro del acueducto de Pariaguán y El Pao.[3]
- Aguas subterráneas: la información disponible es escasa reportándose que existe abundancia de agua a profundidades de 120 m y consiguiéndose al sur niveles freáticos más altos. Según estudios de la Fundación Zumaque, existen posibilidades de extraer aguas subterráneas en la zona a poca profundidad (aljibes).[3]

### Relieve
En general el relieve es plano característico de los llanos sur-orientales, con un grado de disección moderado, marcado por farallones de gran profundidad en superficies que oscilan entre las 10 a 100 Has, destacándose el producido en el naciente del río Pao. En las áreas planas a onduladas las pendientes predominantes están entre 0,5 a 3%. Son comunes mesas y sabanas altas con un grado de disección moderado marcado por farallones profundos que dan origen a cabeceras de ríos.

### Tipo de suelo
Como factores formadores de los suelos se encuentra un material parental constituido fundamentalmente por sedimentos del Pleistoceno inferior, correspondiente a la formación de mesa. En cuanto a la capacidad de uso de los suelos existente, predominan los franco-arenosos y areno-franco-arcillosos de pH ácidos y una fertilidad natural mediana, pertenecientes a los órdenes de lectisoles, oxisoles y utisoles.
De acuerdo con las características edáficas y fisiográficas de la gran mayoría de estos suelos, presentan un potencial agrícola vegetal y agrícola animal, soportando un uso racional para el cultivo de maíz, frijol, yuca, melón, sandía, lechosa, parchita, mango, merey y todo tipo de frutales tropicales perennes, en menor escala cultivos hortícolas con riesgo y el establecimiento de pastos artificiales para todo tipo de ganadería.

### Vegetación
El municipio Francisco de Miranda es bastante biodiverso con más de 31 tipos diferentes de vegetación, pero se mencionan las 10 formaciones mayores que abarcan el 80% de la superficie total, donde predomina la presencia de sabanas abiertas conformadas por una vegetación graminiforme (sabanas de Trachypogum).
El área de influencia de Pariaguán está enmarcado en el territorio de una zona de vida de bosque seco tropical, pero con una vegetación predominante de formación tropical mixta en mesetas, presentando comunidades vegetales pertenecientes a un mosaico de ecosistemas de sabana y lomas boscosas, conformado en gran parte por una cobertura graminiforme de los géneros: Trachypogum, Axonopus, Sporobolus, etc. También son frecuentes especies arbustivas y árboles leñosos en forma dispersa, caracterizado por su crecimiento torcido, corteza gruesa y mediana altura, dentro de estos son típicos el chaparro (Curatella americana), el manteco (Byrsonima crassifolia), alcornoque (Bowdichia virgiliaides), cañafistola (Cassia machata), palo de aceite (Capacifera pubiflora). De moderada a fuerte intervención a la formación vegetal y dos poligonales de concesiones petroleras en la zona adyacente al nacimiento del río Unare y la cuenca alta del río Pao.

## Aspecto económico

### sector primario
La actividad económica tradicionalmente predominante pertenece al sector agrícola, destacándose la producción agrícola animal: bovinos doble propósito, ovinos, caprinos y pequeñas explotaciones de pollo de engorde; el segundo orden lo ocupa la producción agrícola vegetal, sobre todo los sembradíos de yuca amarga para la elaboración de casabe y yuca dulce para el consumo fresco. Además cultivos de frijol y maíz, plantaciones dispersas de frutales (merey, mango, lechoza, parchita, melón, patilla), auyama, caña de azúcar y cultivos hortícolas en pequeña escala.
La cría de ganado vacuno es la actividad principal. La asistencia técnica de FONAPROLE en los últimos años maneja criterios de mejoramiento de pastos, de selección y reemplazo de animales para la reproducción, se cumplen medianamente los programas sanitarios, a pesar de los esfuerzos del plan de vacunación.
El tipo de explotación pecuaria bovina predominante en el municipio es de tipo mosaico orientado hacia carne con ordeño estacional para la elaboración artesanal de queso.
- Vegetal: cultivos de ciclo corto: ají, algodón, arroz, frijol, maíz, maní, melón, ocumo, patilla, sorgo, tomate y yuca.

Cultivos perennes: plátano, bananas, piña, ciruela de huesito, coco, guayaba, limón, lechosa, mandarina, naranja, mango, merey, níspero, onoto, y tamarindo.
- Forestal: pino, eucalipto.
- Animal: cerdo, gallinas, bovino.

### sector secundario
Las actividades del sector secundario son escasas. Vale señalar las empresas familiares de tipo artesanal (procesadoras de merey, elaboración de cazabe y papelón), destacándose el subsector de la construcción que se concentra en la capital del municipio (Pariaguán). Existen 15 bloqueras de diversos tamaños. También operática el gran complejo industrial de fabricación de bloques, tejas y tabelones de arcilla (Pedro Zaraza) en el hato El Palote, sector Budare dentro de los límites del municipio Zaraza, empresa socialista promovida y dirigida por PDVSA Industrial.
Por otro lado se destaca la existencia de un complejo agroindustrial: durante el mes de febrero de 2012 se realizó la puesta en marcha de la empresa de cogestión ALCOPA, C.A. (Alimentos Concentrados Pariaguán, C.A.) entre una empresa privada y una cooperativa. Además existió un “Central Mereyero” que tuvo breves períodos de operación desde 1978 a 1995, con una operatividad del 11% de su capacidad instalada, paralizada en un 100% desde 1995, en la actualidad fue desmantelada sus instalaciones.
Desde el 2009 se desarrolla el Proyecto Integral Socialista para el Desarrollo del Cultivo de la Soya Luis Inacio De Abreu e Lima que abarca parte de los municipios Pedro María Freites, Aragua, Simón Rodríguez y Francisco de Miranda (Pariaguán).
También fue reinaugurado un moderno matadero municipal ubicado en Pariaguán en las proximidades del sector El Ventilador específicamente después de la Pasarela en plena Troncal 15 con la capacidad instalada óptima para la atención del ganado que arrima los productores de la localidad con una carnicería popular para la venta al público directa.

### sector terciario o de servicios
Con respecto al sector terciario, se puede señalar que la mayor parte de los servicios del municipio Miranda está concentrado en la parroquia Pariaguán como: educación, salud, transporte, comunicaciones, comercio, turismo y hotelería.
- Energía eléctrica y red de servicios: la población de Pariaguán cuenta con una subestación eléctrica inaugurada por ejecutivo nacional y la estatal eléctrica CORPOELEC brindando energía a la población. Dicha generación se origina en el municipio Monagas en un ciclo combinado que inauguró el ejecutivo nacional el 12 de octubre de 2013, además cuenta con un suministro alterno conocido como la red eléctrica de Budare.

- Transporte y comunicaciones: existen rutas municipales de carros urbanas y extraurbanas (6 cooperativas), 3 empresas de transporte para personal de las empresas petroleras y también una terminal de transporte público para línea de autobuses en rutas nacionales hacia el centro, occidente y oriente-sur. Existe un sistema de comunicaciones telefónicas CANTV con oficina local. Hay servicios de operadoras celulares (Movilnet, Movistar y Digitel). Existe un también un INFOCENTRO en estos momentos dejó de funcionar, un centro de gestión comunal y numerosos centros de servicios de internet (cyber).

- Servicios financieros y bancarios: existe en la actualidad dos agencias bancarias (Banco de Venezuela y Banco Bicentenario).[3]

- Servicios turísticos: en lo que se refiere a hoteles se cuenta con (Ivaranza Posadas, Hotel Turístico Pariaguán, Hotel Los Pinos, Hotel Santo Cristo, Hotel La Puerta del Llano, Hotel La Posada Del Sueño, Hotel Santa Rosalía y Hotel Garozca).

- Servicios de Restaurantes: Cacerola Restaurant en las instalaciones del hotel Ivaranza Posadas, considerado el restaurante gourmet más completo de la ciudad.

- Servicios de atención médica: Existe una gran cantidad de ambulatorios para la atención primaria en los diferentes sectores de la localidad que obedece al nuevo sistema de salud pública "Barrio Adentro" y también hay centros hospitalarios públicos y privados entre ellos están: Hospital Tipo 1 Pariaguán, Centro Clínico Pariaguán (fuera de servicio), Centro de Especialidades Médicas Santa Cecilia, Clínica San Gabriel, Clínica Industrial de PDVSA (Pariaguán), Clínica Popular Pariaguán, Fundación Misioneros De la Fe, CDI Pariaguán y el sistema de farmacias entre ella se puede mencionar: farmacia Francisca Duarte, Farmacia Corazón De Jesús, Botiquería Santo Cristo y Farmacias Enmanuel.

## Aspecto urbano

### Principales vías de acceso
La posición privilegiada que ocupa Pariaguán como puerta del oriente venezolano en sentido oeste-este y entrada a los llanos en sentido inverso, le hace un pueblo de referencia a nivel nacional, además es capital del municipio Francisco de Miranda, el cual sitúa la mayoría de su territorio dentro de la faja petrolífera del Orinoco.
- avenida Libertador
- avenida Norte
- avenida Sucre
- avenida Emma Jaramillo (El Bajo)
- avenida Figuera Montesdeoca
- calle Comercio
- calle 5 de Julio
- calle Bolívar
- calle Anzoátegui
- calle Urdaneta
- calle Piar
- calle Miranda
- calle Colombia

### Principales Comercios y Edificaciones
Entre las edificaciones más emblemáticas se encuentra: C.C Paraíso Plaza, C.C Don Teodosio, C.C Latin Toys, C.C Nelly, C.C Socialista, El Árbol Nacional de Venezuela (El Araguaney) en la avenida Santo Cristo de Pariaguán C.C Vanecenter, Papelería Craft, edificio Unare, Salón De Usos Múltiples Francisco de Miranda, Casa de la Cultura de Pariaguán.

### Lugares Dentro del Pueblo
Instrumento Musical del Joropo Venezolano Pariaguán en los últimos años ha tenido un crecimiento en cuanto a infraestructura, Instrumento Musical del Joropo Llanero, en la avenida Santo Cristo, estructuras entre los cuales destacan los siguientes:
| Número | Nombre                                                                                    | Dirección                                        | Foto |
| ------ | ----------------------------------------------------------------------------------------- | ------------------------------------------------ | ---- |
| 1      | Araguaney en la Avenida Santo Cristo                                                      | Entrada Sentido Tigre-Pariaguán                  |      |
| 2      | Alpargatas Llaneras en la Avenida Santo Cristo                                            | Entrada Sentido Tigre-Pariaguán                  |      |
| 3      | Arpa Venezolano en la Avenida Santo Cristo                                                | Entrada Sentido Tigre-Pariaguán                  |      |
| 4      | CuatBulevar de paseoro Venezolano en la Avenida Santo CrisIndio Pariaguanto               | Entrada Sentido Tigre-PariaguánBulevar de la ocv |      |
| 5      | Maracas VenParque con Múltiples Espaciosezolanas en la Avenida Santo Cristo Avenida Norte | Entrada Sentido Tigre-Pariaguán                  |      |
| 6      | Plaza Bolívar de Pariaguán                                                                | Casco Central de Pariaguán                       |      |
| 7      | Mapa de Venezuela                                                                         | Entrada Sentido Tigre-Pariaguán                  |      |
| 8      | Centro de Pariaguán                                                                       | Casco Central Calle Miranda                      |      |
| 9      | I love Pariaguán                                                                          | Entrada Sentido Tigre-Pariaguán                  |      |
| 10     | Bulevar la Revolución                                                                     | Avenida Antonio José de Sucre                    |      |
| 11     | Indio Pariagua                                                                            | Avenida Enma Jaramillo                           |      |
| 12     | Bulevar de la OCV                                                                         | Avenida Libertador                               |      |
| 13     | Ateneo Heli Colombani                                                                     | Sector Pinto Salinas                             |      |
| 14     | Parque Comunitario                                                                        | Urbanización Antonio José de Sucre               |      |
| 15     | Avenida Norte                                                                             | Entrada a Pariaguán                              |      |

## Bulevares, plazas, monumentos, redomas
En la localidad podemos encontrar innumerables sitios de esparcimientos y recreación para todo la población y público visitante diseminadas por todo el territorio de la población de Pariaguán entre podemos resaltar:
- Boulevar El Bajo
- Boulevar De la Revolución
- Boulevar De la OCV
- Plaza Francisco de Miranda
- Plaza Antonio José De Sucre
- Plaza Rotary Internacional
- Plaza Bolívar (Casco Central)
- Plaza Los Leones
- Plaza Francisca Duarte
- Plaza Divino Niño
- Plaza Del Trabajador Petrolero
- Plaza El Gallero
- Monumento Al Santo Cristo Crucificado De Pariaguán
- Redoma El Caballo
- Redoma El Indio
- Estadium De Pariaguancito (remodelación en proceso)
- Estadio De Fútbol y Béisbol I.E.P
- Estadio de Béisbol Menor Juana de Quiroz
- Estadio De Béisbol Tabata Prado (antiguo Enzo Hernández)
- Parque Comunitario Jesús González (estas instalaciones cuentan con estadio de fútbol campo, fútbol sala, estadio de béisbol, zona de chuluatas, caminerías, zona de entrenamiento con máquinas, parque para niños, áreas verdes, comercios de comida rápida).
- Parque El Bajo (cancha para futsal y basquetbol, zona de entrenamiento con máquinas, al igualmente parque para niños).
- Parque El Bolsillo (cuenta con cancha totalmente cubierta para futsal, basquetbol y voleibol, tribunas y zona de entrenamiento con máquinas).
- Gimnasio Encubierto (en construcción).
- Hipódromo de Pariaguán (pista totalmente remodelada en óptimas condiciones, cuenta con 3 tribunas, iluminarias en toda las pista, al igual que cerca perimetral en todo su alrededor).
- Parque Ferial

## Principales sectores de Pariaguán
En la primera década del siglo XXI aunado al desarrollo petrolero se ha visto incrementada la población de Pariaguán que ya se vislumbra como un gran pueblo del estado Anzoátegui entre los principales sectores podemos mencionar:
| - 4 de Febrero - Agua Clarita I - Agua Clarita II - Albarico - Alí Primera - Altavista I - Altavista II - Altavista III - Altavista IV - Altavista V - Alto Llano - Andrés Bello - Av Libertador - Av. Norte - Bajo I - Bajo II - Barrio Loco - Antonio José de Sucre (Barrio Sucre I) - Barrio Sucre II - Bellavista - Brisas Bolivarianas | - Centro - Colombia - Divino Niño - El Calvario - El Guasey - El Libertador - El Limón - El Merey - El Serrucho - El Ventilador - Fernández Padilla - Francisco de Miranda I - Francisco de Miranda II - Génesis - INAVI - Jobillote - Juan Chiquito - La Lagunita - La Paula - La Petera - La Romana | - La Sierra - Las Torres - La Verdoza - Las Colinas - Las Flores - Las Matas II - Las Piedritas - Las Torres - Marazuata - OCV (Agua Clarita) - Pajalito - Pariaguancito - Paso Ancho - Pinto Salinas - San José - San Mauricio I - San Mauricio II - Tierra Blanca - Tierra de Bendición - Villa Clara - Vista Hermosa |

## Instituciones educativas
Existe una gran cantidad de simoncitos y escuelas en toda la geografía de Pariaguán para garantizar el acceso al sistema de educación tanto del subsistema (maternal, preescolar) como el sistema de educación básica y el caso del sistema de educación media podemos mencionar:
- Liceo Bolivariano Creación Pariaguán (público)
- Liceo Bolivariano Antonio Pinto Salinas (público)
- Liceo Bolivariano William Lara (público)
- Unidad Educativa Privada Arístides Bastidas(privado)
- Unidad Educativa Privada Luis Rafael Mijares Esquivel (privado)
- Unidad Educativa Privada Pariagua (privado)
- Instituto Educacional Pariaguán (privado)

En el ámbito universitario se cuenta con:
- Universidad Politécnica Territorial José Antonio Anzoátegui (UPTJAA) Extensión Pariaguán (próximamente Núcleo Pariaguán)
- Universidad Nacional Experimental Politécnica de las Fuerzas Armadas (UNEFA) Ambiente Pariaguán
- Universidad Bolivariana de Venezuela (UBV) Pariaguán
- El sistema de educación universitaria SUCRE “Aldea Antonio Pinto Salinas” (Misión Sucre)

Se cuenta con un INCES y Centro de Formación para Adultos

## Aspecto cultural

### Historia religiosa

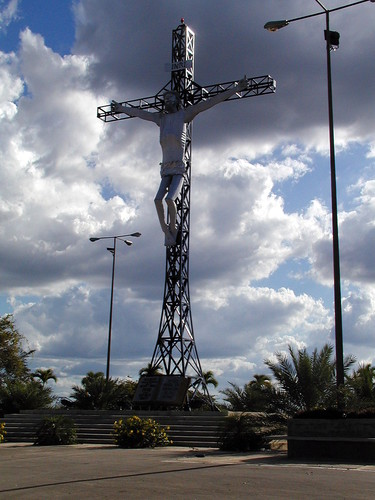
Santo Cristo.

De acuerdo con documentos históricos, el crecimiento y desarrollo de Pariaguán a lo largo de los años ha estado marcado por el manto protector del Cristo crucificado como patrono de sus feligreses. La imagen del Santo Cristo Crucificado guarda estrecha vinculación con lo que ha sido la fundación e historia de la capital del municipio Miranda.
En su fundación el 21 de junio de 1744, esta población alcanzó el nombre de «La Villa del Santo Cristo Crucificado de Pariaguán».

### Arquitectura
La arquitectura caribeña, es el modelo de las casas tradicionales, el cual llegó por el Orinoco; el redoblamiento que se desarrolló aquí, después de extinguirse la comunidad indígena de Pariaguán, a finales del siglo XIX y comienzos del XX, fue influenciado por la gran actividad comercial y humana que se generó por esos tiempos en el curso del río Orinoco, cuyo centro principal fue Ciudad Bolívar.
La historia hispánica, tanto de Pariaguán, como de la mayoría de los pueblos del centro y sur de Anzoátegui, se remonta a los inicios del siglo XVIII.
Ya se había superado la cruenta etapa de la conquista, que había caracterizado los dos siglos anteriores; sin embargo esta parte de la provincia de Barcelona, por la oposición feroz de las etnias indígenas, sobre todo la resistencia caríbica, impedían a las autoridades españolas el acceso al Orinoco, el cual estaba siendo penetrado por piratas ingleses y contrabandistas franceses, suecos y holandeses, llamados flamencos, quienes pusieron en peligro, para la Corona Española, el control del río Orinoco y la Guayana venezolana.
Los caribes, para oponerse a los españoles, establecieron una singular alianza con los flamencos; estos le suministraban armas de fuego para atacar a los invasores y los caribes le entregaban a los prisioneros, que capturaban en sus enfrentamientos intertribales.
De allí que las autoridades españolas, apoyan a los misioneros franciscanos de Píritu, para que intensifiquen el proceso de poblamiento, evangelización y pacificación de los caribes del Orinoco.
Por su parte, los misioneros, con grandes sacrificios y arriesgando sus vidas, hacen “Entradas” a la zona del Orinoco medio, punto fuerte de la resistencia indígena y extraen miles de familias Caribes, con las que fundan los pueblos de misiones de esta parte de la provincia.

#### Casas de estilo colonial
Por los tiempos de la extinción de la comunidad indígena de Pariaguán, a finales del siglo XIX, se construyó la Casa de los Crespos, antiguo Hotel Pariaguán, lugar emblemático del nuevo pueblo criollo, formado con familias de todos los alrededores de Pariaguán: El Pao, Aragua de Barcelona, Cachipo, Zaraza, Santa María, Ciudad Bolívar, El Chaparro y otros. Pero sobre todo los que vinieron de El Pao y Aragua, ejercieron una influencia determinante en la conformación de la nueva ciudad. Estos vecinos, cuyas comunidades de origen, habían exhibido el pomposo título de Villas de españoles, aquí impusieron sus estilos de vida y sus pretensiones de clase aristocrática: la pintura y la música, fueron los géneros culturales predominantes. El Hotel Pariaguán, donde reuniones y tertulias se combinaron con noches de pianos y bailes de salón.

#### Casas tradicionales de estilo caribeño
En donde está hoy la iglesia y la plaza Bolívar, se fundó el pueblo de misiones de Cabeceras de Unare, y desde aquí se demarcaron los resguardos indígenas en los tiempos de la colonia. Sobre este lugar se repobló el Pariaguán que hoy conocemos, caracterizado por un estilo o arquitectura caribeña, traído a principios del siglo XX desde Ciudad Bolívar. Así lo describe Carlos Ríos, cronista oficial del municipio Miranda:

Los materiales utilizados en la construcción de las viviendas fueron progresivamente sustituidos por el zinc, acero y cemento entre otros, y con ellos vino el estilo y el modo de construir, las primeras modificaciones ocurrieron en los techos; el zinc traído en arreos de mulas y bueyes, importado de Alemania por las casas comerciales de la capital guayanesa, se fue imponiendo en las casas del casco urbano. Por su parte las paredes, aunque mantenían el bahareque como su componente principal, se le añadieron grandes ventanales y claraboyas de rines de autos. Combinándose, los nuevos materiales con elementos de la cultura indígena, como el bahareque y de la colonial, como la caña brava
Carlos Ríos

## Ferías y fiestas de Pariaguán
Canto al Santo Cristo de Pariaguán 21 de diciembre
Día que todos los amantes de la música llanera hacen presencia en el monumento del santo Cristo, ubicado en la salida hacia Santa María de Ipire donde ya es tradición el cardenal sabanero Reynaldo Armas le brinda una serenata llanera al monumento del santo Cristo en agradecimiento por una promesa concebida, arpa cuatro y maracas retumba durante varias horas en un escenario donde pasan grandes de la música llanera para también regalar su buena música al público presente.

### Manga de coleo Miguel Alfonso Figuera

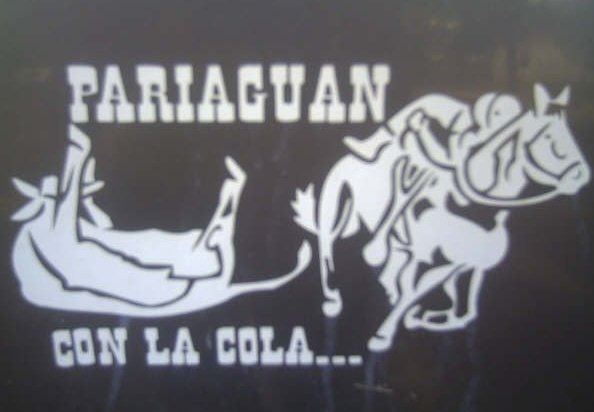
Pariaguán con la cola.

En el año 1975, un grupo de entusiastas jóvenes, amante del regio deporte del coleo, se dieron a la tarea de construir una manga de coleo en los terrenos adyacentes al hipódromo y más tarde en el año 1980, con la ayuda de Corpoven, el concejo municipal y la asociación de coleadores. Hoy es sitio de grandes tardes deportivas, donde la juventud despliega dotes de arte y valor. La población disfruta del recio espectáculo de los toros coleados.

### Carnavales de Pariaguán

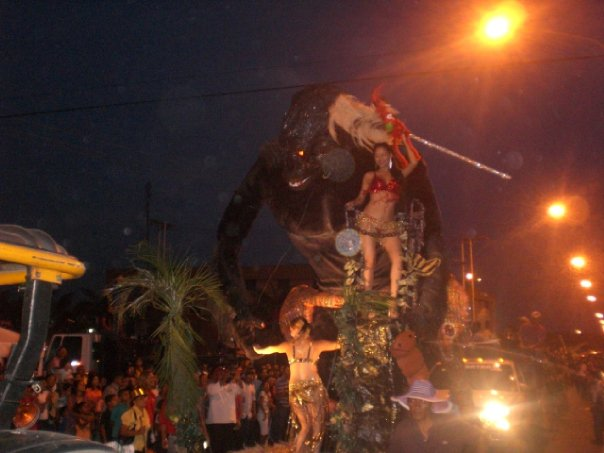
Carnaval.

Es una de las festividades culturales más importantes, Pariaguán siempre festivo a sus viejas tradiciones, años tras años, en una marca de sana alegría, rinde culto al dios Momo en sus fiestas carnavalescas. El pueblo se lanza a las calles en una interminable y loca algarabía. Entre música y colores, bellas carrozas, elección y coronación de la reina del carnaval, y alegres comparsas adornan el Pariaguán del ayer y el de hoy. El entusiasmo y el trabajo de los grupos vecinales de los distintos sectores de nuestro pueblo hacen posible un gran espectáculo, que Pariaguán entusiasmado, con mucho entusiasmo y alegría al ritmo del calipso y ritmos tropicales disfruta a plenitud.

## Medios de comunicación
- Medios audiovisuales: Pariaguán en la última década se iniciados varios medios de comunicación audiovisual dentro de los que se destacan KTV (canal 4, TV por cable), Comunidad Televisión (canal 2), Master TV (canal 37) y Bicentenaria TV (canal 38).
- Medios Digitales: Actualmente la población de Pariaguán cuenta con su primer medio de comunicación digital, llamado NotiSur Anzoátegui, fundado por el emprendedor Fernando Maitan.
- Emisoras o estaciones de radio: de igual manera Pariaguán ha pasado por una evolución e incremento en lo que a medios de difusión masiva durante el auge petrolero de la zona sur del estado Anzoátegui la empresa petrolera Maraven creó radio la estación Alegría 92.1 FM hoy se conoce como Festival 92.1 en el cual se le reconoce como pionero de la radio a Jesús Rafael González a quien se atribuyó la dirección de dicho medio, este insigne de la radio en los años posteriores creó a Radio Familia 105.5 FM la cual años después quedó fuera del aire. Entre las emisoras radiales que están disponible en el espectro radioeléctrico están las siguientes: Quitapesares 88.5 FM, Master 90.5 FM, Radio Nacional de Venezuela 92.5 FM, Pariaguanera 93.3 FM, Fe y Alegría 91.3 FM, Cion 94.7 FM, Divertida 96.7 FM, Génesis 103.7 FM, 107.7 Radio Miranda y Radio La Tuya 100.1 FM
- Medios escritos: en caso de los medios escritos podemos mencionar el surgimiento de un periódico popular llamado El Petrolero y recientemente inició la circulación de un semanario denominado Extra Pariaguán dichos medios no tiene mucho auge en la distribución de los tirajes.
- Pioneros de la radios: los pioneros de la radiodifusión más destacados está a Alexis López, un jocoso locutor que con su ocurrencia lleva alegría y amor a todo su público y aún sigue en los medios de comunicación realzando el folklore venezolano. Otro destacado pionero es Jesús Rafael González quien se le atribuye los inicios de la radio en Pariaguán, también no hay que dejar de la labor que realiza Eudomar Matute un reconocido comunicador y dirigente social.

## Poder popular en Pariaguán
Las salas de batalla social: en Pariaguan existe cuatro salas de batalla social en vía de convertirse en comunas productivas adaptas al nuevo modelo social, político, económico y territorial del país. Estas son las salas de batallas activas en la actualidad:
- Manuelita Sáenz: está integrada por 24 consejos comunales y busca consolidarse en la zona norte de Pariaguán.

- Simón Bolívar:  integrada por 6 consejos comunales, agrupados en torno al proyecto de la Alfarera Pedro Zaraza en el fundó El Palote de campo Budare. Existen otros 6 consejos comunales que pertenecen al estado Guárico (municipios Santa María de Ipire y Zaraza).

- Juana La Avanzadora: en el oeste de Pariaguán, integrada por 8 consejos comunales.
- Comuna Sur: está ubicada en la parte sur de Pariaguán y abarca los sectores: Caso Central, Las Flores, Pariaguancito, El Libertador, Albarico, La Lagunita, Francisco de Miranda I y II, Tierra Blanca, Juan Chiquito, entre otros.